# Panhard General Defense
Panhard General Defense war ein französischer  Hersteller von Militärfahrzeugen und Geländewagen, der 2012 von Renault Trucks Defense, einem Unternehmen der Volvo Group übernommen wurde. Renault Trucks Defense benannte sich 2018 in Arquus um.

## Unternehmensgeschichte
Das Unternehmen wurde Anfang der 1980er Jahre als Auverland von François Sérvanin in Saint-Germain-Laval gegründet. 1984 übernahm es den Lizenzbau des bis dahin von Cournil in Aurillac gebauten Geländewagens, der auch schon seit 1977 parallel unter der Marke UMM, ebenfalls unter Cournil-Lizenz, in Portugal produziert wurde. Der Cournil-Geländewagen wurde zunächst zum A2 und später zum A3 weiterentwickelt.
Ende der 1980er Jahre weitete Auverland seine Aktivitäten im militärischen Bereich aus und übernahm vom französischen Automobilhersteller Sovam die Produktion des Sovamag TC10 Geländewagens, der die Produktpalette nach oben ergänzte. Der Markenname Sovamag wurde beibehalten und die weiterhin produzierten TC10 wurden mit entsprechenden Typenschildern versehen.
Ende der 1990er Jahre kam Auverland in wirtschaftliche Schwierigkeiten, nachdem man sich mit Produktvarianten für den zivilen Markt übernommen hatte. 2001 erfolgte ein Neustart der Marke unter dem Namen Société Nouvelle des Automobiles Auverland (SNAA). Nun konzentrierte man sich ganz auf den militärischen Markt und auf die öffentlichen Dienste wie Polizei, Gendarmerie und Feuerwehr.
Mit der Produktion des Petit Véhicule Protégé (PVP) bzw. A4 AVL für die Französischen Streitkräfte wurde Auverland wirtschaftlich wieder erfolgreich und konnte im Januar 2005 die Abteilung Panhard-Panzerfahrzeuge (SCMPL Panhard) von der PSA-Gruppe übernehmen. Mit dieser Akquisition kam nun auch der Peugeot P4 in das Produktportfolio von Auverland. Am 30. September 2005 wurde der Name Auverland schließlich aufgegeben und das Unternehmen in Panhard General Defense umbenannt. Beim neuen Firmenlogo besann man sich auf die Auverland-Tradition und übernahm die steigende Gämse aus dem alten Auverland-Logo in leicht veränderter Form.

## Fahrzeuge

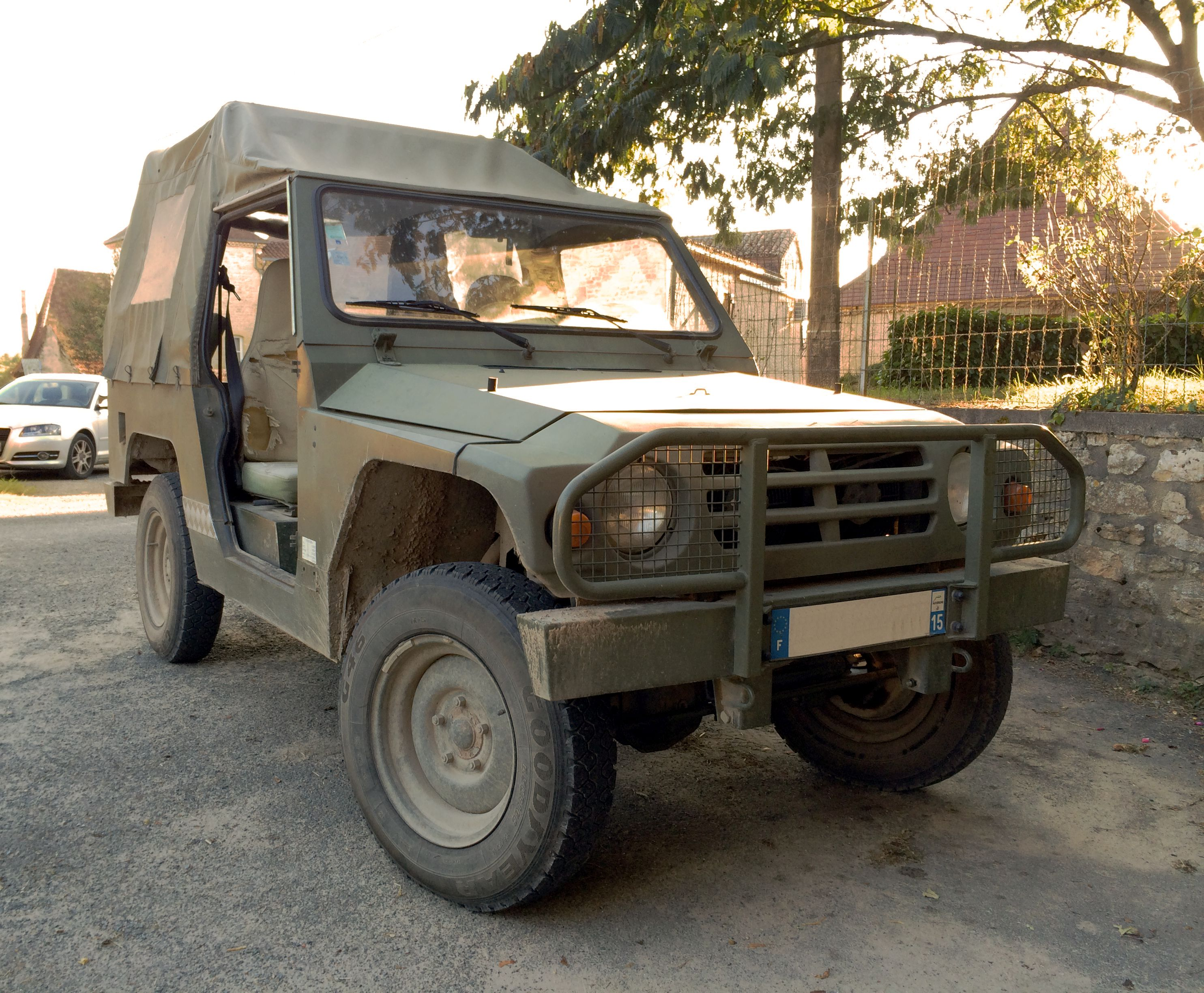
Auverland A3 Frontansicht
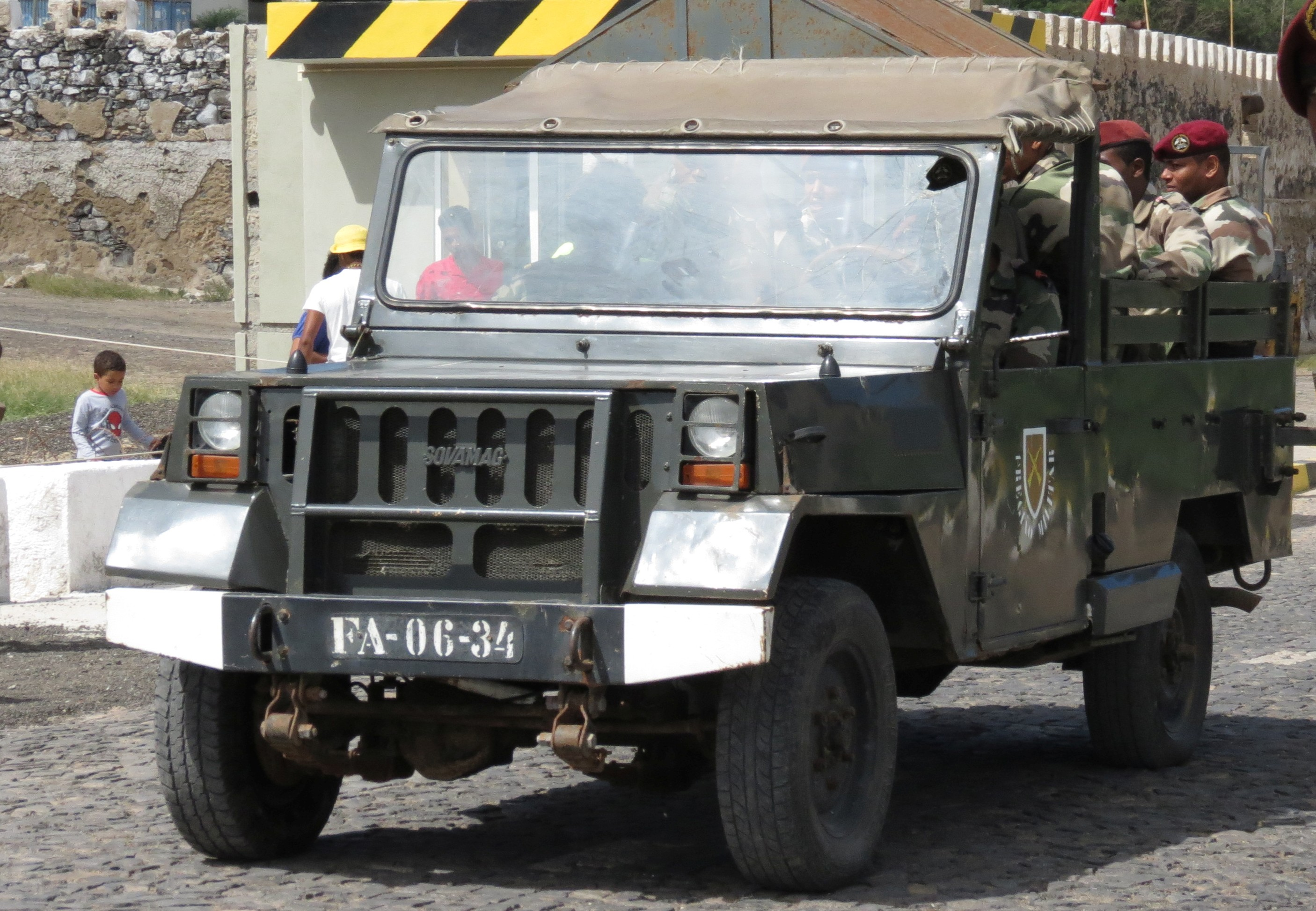
SOVAMAG TC10 des kapverdischen Militärs

Für den Antrieb sorgt ein Einbaumotor von Peugeot.
- Auverland A3
- Auverland A4
- Auverland A4 AVL (PVP)
- Sovamag TC10
- Sovamag TC24